# Bandipore
Bandipore är en ort i Indien, och administrativ huvudort i distriktet med samma namn.   Den ligger i unionsterritoriet Jammu och Kashmir, i den norra delen av landet, 700 km norr om huvudstaden New Delhi. Bandipore ligger 1 607 meter över havet och antalet invånare är 31 978.
Terrängen runt Bandipore är varierad. Runt Bandipore är det tätbefolkat, med 493 invånare per kvadratkilometer. Bandipore är det största samhället i trakten.